# Дубровка (Каракулинський район)
Дубро́вка (рос. Дубровка, удм. Дубровка) — виселок у складі Каракулинського району Удмуртії, Росія.
Населення — 40 осіб (2010; 66 у 2002).
Національний склад:
- марійці — 51 %
- росіяни — 45 %